# Ernst Lautz
 Ernst Lautz, né le 13 novembre 1887 à Wiesbaden et mort le 22 janvier 1979 à Lübeck, est un juriste allemand ayant servi durant le Troisième Reich. Il est procureur général du Reich auprès du Volksgerichtshof et est condamné à dix ans de prison lors du procès des Juges en 1947.

## Biographie

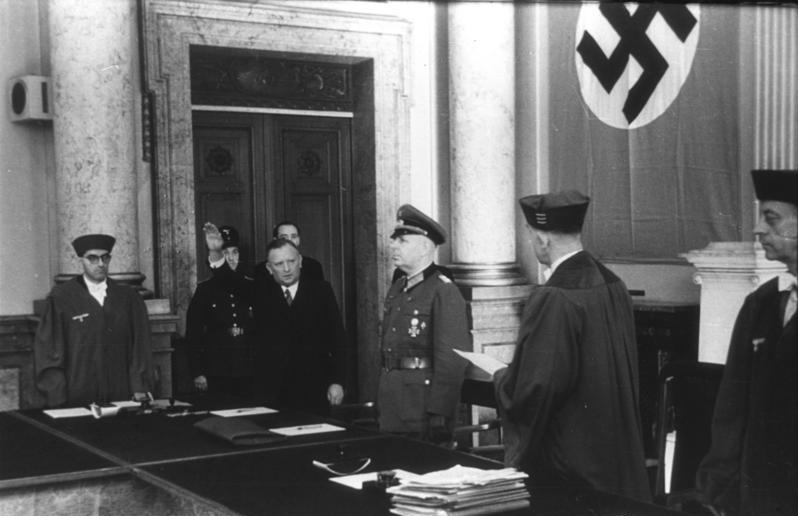
Juillet 1944, cour suprême, Hermann Reinecke, Ernst Lautz et Roland Freisler (3e, 4e et 5e positions de gauche à droite).

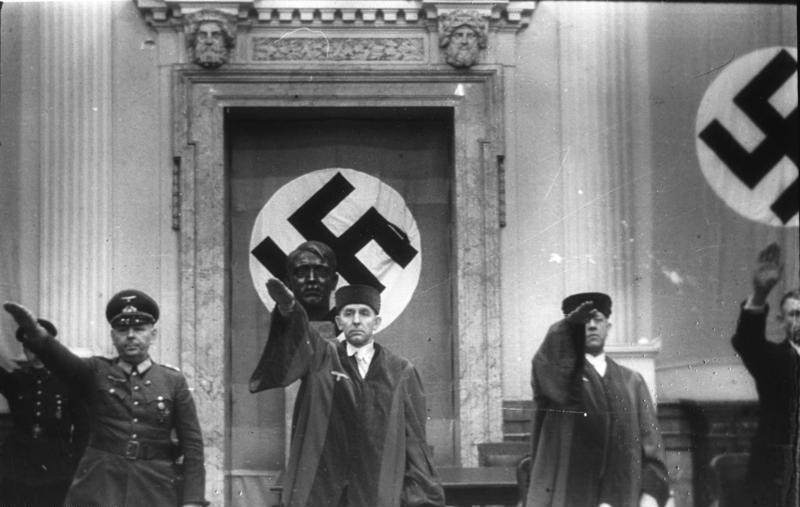
Juillet 1944, cour suprême, Hermann Reinecke, Roland Freisler et Ernst Lautz.

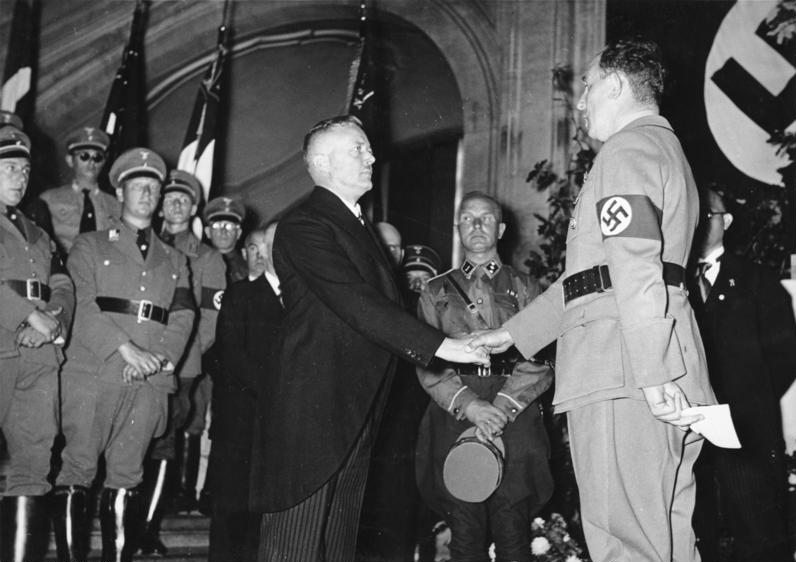
Lautz serre la main de Roland Freisler qui vient de le nommer Procureur général du Reich, devant le Tribunal régional de Berlin, le 31 août 1936.

Ernst Lautz devient soldat durant la Première Guerre mondiale et, en 1920, procureur à Neuwied. En 1930, il s'installe à Berlin et devient procureur principal du Tribunal régional et du Tribunal régional supérieur. Il adhère au Parti populaire allemand. En mai 1933, il prend sa carte au NSDAP. En 1936, il devient procureur général à Berlin et en 1937 à Karlsruhe. Le 1er juillet 1939, il est procureur au Volksgerichtshof.
Les 23 et 24 avril 1941 à Berlin, Ernst Lautz participe à un congrès des plus hauts juristes du Reich au cours duquel Viktor Brack et Werner Heyde communiquent aux participants des informations sur « l'annihilation, dans les chambres à gaz, de vies dénuées de valeur » dans le cadre de l'Aktion T4. Lautz participe aux procès contre les conjurés du complot du 20 juillet 1944, dans lesquels il porte l'accusation. Le 30 janvier 1945, Roland Freisler et Lautz adressent un appel à la justice allemande pour l'exhorter à renforcer son allégeance au « Führer ».
Le 14 décembre 1947, il est condamné au procès des juges à dix ans de prison — il est impliqué d'une manière criminelle dans l'exécution de l'ordonnance de droit pénal polonais et juif rédigée par Franz Schlegelberger — et détenu à la prison de Landsberg. Le 1er février 1951, il bénéficie d'une libération anticipée.
Après sa libération, il s'installe à Lübeck. Le bureau des pensions de Kiel lui attribue une pension à partir du 1er décembre 1952 comme ayant droit en tant qu'ancien procureur général.